# 新世界百貨店
新世界百貨店（しんせかいひゃっかてん）は大韓民国のソウル特別市に本店を置く百貨店。
運営会社名は株式会社新世界（주식회사 신세계、Shinsegae Inc.）であり、流通・外食等のサービス業を展開する新世界グループの中核企業である。

## 歴史

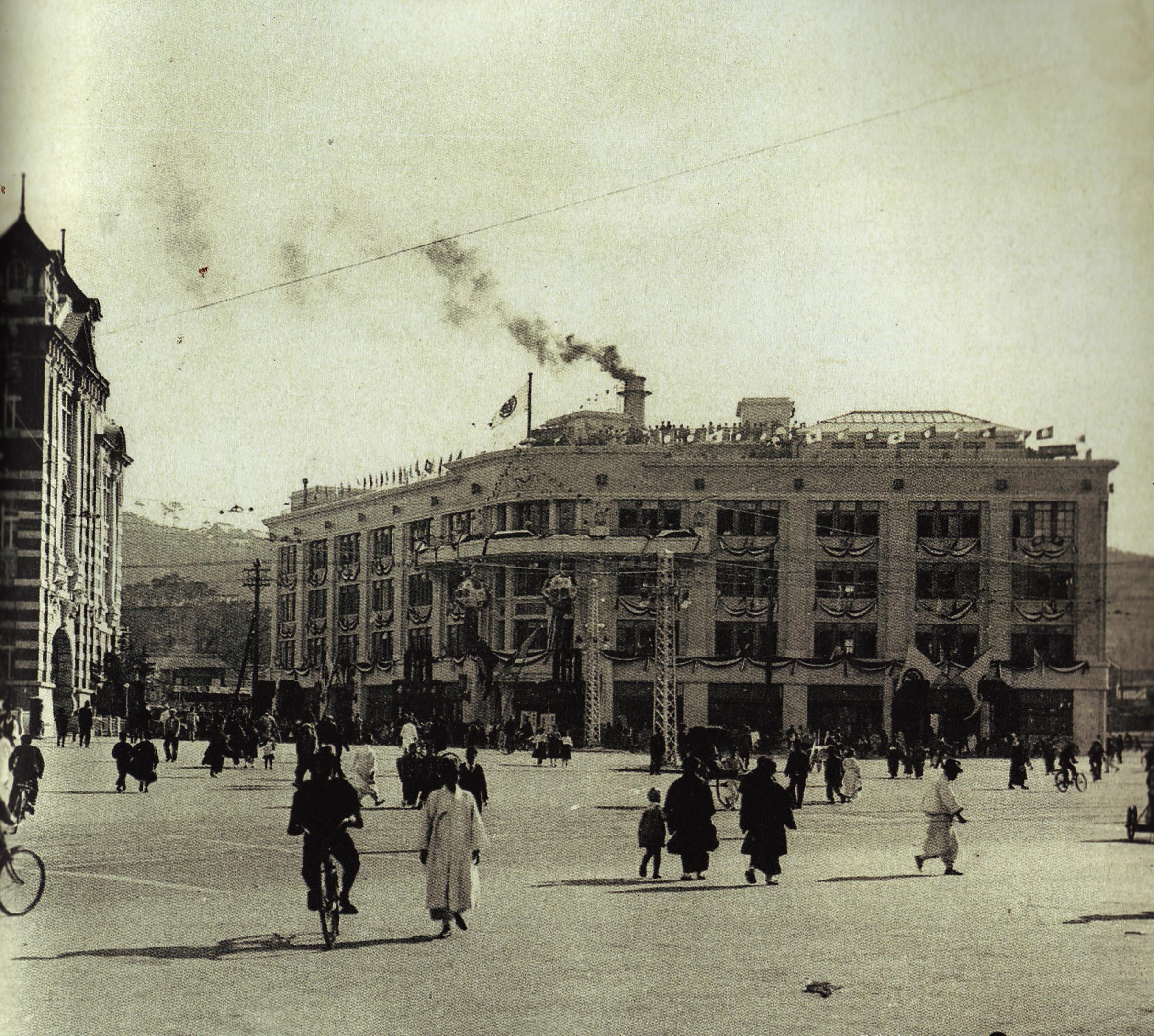
三越百貨店京城支店 京城府本町一丁目五二

1930年、三越の京城店として開業した。終戦後は韓国の人間が経営することとなり東和（トンファ・とうわ）百貨店と改称された。
1963年にサムスングループの傘下となり、店名は公募により新世界百貨店と改められた。
1991年にサムスングループからの独立を宣言し、1997年に公式分離した（会社ホームページ記述に基づく。なお会長の李明熙はサムスングループ創設者李秉喆の娘・同グループ会長李健熙の妹であり、新世界の筆頭株主でもある）。
2001年3月に運営会社の商号を「新世界百貨店」から「新世界」に変更した。
2006年9月にウォルマートの韓国法人（16店舗）を買収し、これによって新世界グループは韓国流通業界全体において、売上規模でロッテ百貨店グループを上回って首位に立った。

## イーマート
新世界が大型スーパーマーケット（ディスカウントストア）として展開しているイーマート（E-MART）は、韓国内に100以上の店舗を展開する業界トップのブランドであり、1997年からは中国にも進出している。
イーマート24は、大韓民国に全国展開しているコンビニエンスストアチェーンである。
イーマートモール（朝鮮語: 이마트몰）は、新世界グループが展開する、韓国国内向けのネットショップである。

## 店舗

### 新世界百貨店

大韓民国光州新世界百貨店

現在、首都圏に本店を含めて6つの店舗を有し、その他、昌原と光州、および釜山に店舗を持つ。
- 本店（ソウル特別市中区忠武路）　旧館は1930年に「三越」京城店として開業した当時の姿を保っている。
- 江南店（同瑞草区盤浦洞）
- 永登浦店（同永登浦区永登浦洞）＊タイムズスクウェア内
- 新世界センタムシティ店（釜山広域市海雲台区）※2009年3月3日に開業[1]した世界最大[2]の百貨店
- 仁川店（仁川広域市南区）
- 光州店（光州広域市西区）※別法人（（株）光州新世界）
- 忠清店（忠清南道天安市東南区）（旧：ヤウリ百貨店）
- 馬山店（慶尚南道昌原市）
- 金海店（同金海市）※2016年6月23日開店。
- 京畿店（京畿道龍仁市水枝区）※2009年10月30日竹田店から変更。
- 議政府店（同議政府市）※2012年4月20日開店。
- 大邱店（大邱広域市東区）※2016年12月13日開店、別法人（（株）大邱新世界）

#### 新世界センタムシティ
- 2009年5月、各店舗面積を調査した結果、釜山のセンタムシティ店が29万3905平方メートルとなって世界最大となることが判明した。これを受けて、まず同月12日に韓国記録院が「大韓民国最大記録公式認証書」を授与。続いて、記録院を通じギネス・ワールド・レコーズに世界記録の認定を求めることになり[3]、同年6月29日、ギネスより正式に「世界最大の百貨店」として認定された[2]。それまでの店舗面積の世界記録は米国ニューヨーク市マンハッタンにあるメイシーズ百貨店の19万8500平方メートル。
- 2009年5月、4Fにある屋内スケート場のガラス、8Fの映画館の天井の構造に欠陥があることが判明、改修工事が新聞沙汰となった[4]。

### イーマート
イーマート#店舗現況参照。

## 関連会社
- 新世界グループ
- 新世界アイエヌシー（インターネット上のショッピングモールを運営／流通経営情報システム開発）
- 新世界建設
- 新世界フード（団体給食事業など）
- ウェスティン朝鮮ホテル
- スターバックスコーヒー・コリア

米国のスターバックス・コーヒー・インターナショナル社と新世界百貨店の共同出資により設立。新世界百貨店の商品券が使用可能である。
- ファミリーフード（韓国ファミリーマートへの米飯・調理パンの製造・納入）
- 西武百貨店